# 參與式政治
參與式政治（英語：Participatory politics）是學者Stephen Shalom卡恩（Joseph Kahne（页面存档备份，存于））在專著《参与式政治：新媒介与青年政治行动》（participatory politics：New Media and Youth Political Action（页面存档备份，存于））中提出，定義是“个人和小组通过互动、以同侪为本的行动，寻求在公共关注的议题上发声与施行影响。”